# Akiak
Akiak (en yupik central: Akiaq) és una ciutat localitzat a l'oest de l'Àrea censal de Bethel, al sud-oest d'Alaska, als Estats Units. Té 346 habitants segons el cens del 2010.

## Geografia i clima
Akiak es troba a la riba oest del riu Kuskokwim, 42 milles (68 km) al nord-est de Bethel, al delta dels rius Yukon i Kuskokwim. Akiak es troba al districte de gravació de Bethel.
Segons la Oficina del Cens dels Estats Units, la ciutat té una àrea total de 31 milles quadrades (81 km2), de la qual 21 milles quadrades (54 km2) és terra i 10 milles quadrades (26 km2), o el 32,58%, és aigua. Les mitjanes de precipitacions 16 polzades (410 mm) en aquesta àrea, amb nevades de 50 polzades (1,300 mm). Les temperatures d'estiu oscil·len entre 42 °F (6 °C) i 62 °F (17 °C). Les temperatures hivernals van des de −2 °F (−19 °C) a 19 °F (−7 °C).

## Història i cultura
El 1880, el poble d' "Akairmiut" tenia 175 habitants. El nom "Akiak" significa "l'altre costat", ja que aquest lloc era un encreuament de la conca del riu Yukon durant l'hivern per la zona dels Yup'ik. L'oficina de correus d'Akiak es va establir el 1916. Un Servei de Salut Públic dels Estats Units va ser construït als anys vint. La ciutat va ser incorporada el 1970.
Una entitat tribal nativa d'Alaska està situada a la comunitat: la Akiak Native Community. Akiak és un poblat d'esquimals Yup'ik que depèn de les activitats de pesca i de subsistència. La venda o importació d'alcohol es prohibeix al poble.

## Demografia
Akiak va aparèixer per primera vegada en el cens de 1880 dels Estats Units com el poble inuit de "Akiarmiut". Tots els 175 residents van ser inuit. El 1890 va tornar com "Akiagamiut" amb 97 residents (tots els nadius) No va aparèixer en el cens de nou fins a 1920, després com Akiak. Ha tornat a cada cens successiu. Es va incorporar formalment el 1970.
A partir del cens de 2000, hi havia 309 persones, 69 llars i 54 famílies residint a la ciutat. La densitat de població era de 60,6 habitants per km². Hi havia 76 habitatges amb una densitat mitjana de 38,7 per metre quadrat (14,9 / km²). La composició racial de la ciutat era del 4,85% de blancs, el 92,88% dels nadius americans i el 2,27% de dues o més races. El 0,65% de la població era hispànica o llatina de qualsevol raça.
Dels 69 habitatges dels quals el 53,6% tenien fills menors de 18 anys, el 43,5% eren parelles casades que viuen junts, el 20,3% tenien un cap de família femení sense presència del marit i el 21,7% no eren famílies. El 18,8% de totes les llars estava format per individus i el 4,3% tenia algú que vivia solament amb 65 anys o més. La grandària mitjana de les llars era de 4,48 i la grandària mitjana de la família era de 5,24.
A la ciutat, la distribució per edats de la població mostra un 43,4% de menors de 18 anys, un 11,3% de 18 a 24, un 23,9% de 25 a 44, un 14,6% de 45 a 64 i un 6,8% de 65 anys o més vell. L'edat mitjana era de 21 anys. Per cada 100 dones, hi havia 122,3 homes. Per cada 100 dones de 18 anys i més, hi havia 105,9 homes.
La renda mitjana per a una llar a la ciutat era de 26.250 dòlars i la renda mitjana per a una família era de 36.875 $. Els homes tenien una renda mediana de $ 21.875 enfront de 11.667 dòlars per a les dones. L'ingrés per capita de la ciutat era de 8.326 dòlars. Aproximadament el 25,0% de les famílies i el 33,9% de la població estaven per sota del llindar de la pobresa, inclòs el 40,3% dels menors de divuit anys i el 6,7% dels seixanta-cinc o més.